# Yeison Gordillo
Yeison Stiven Gordillo Vargas (Miranda, 25 giugno 1992) è un calciatore colombiano, centrocampista del Deportivo Cali.

## Palmarès

### Club

#### Competizioni internazionali
- Coppa Sudamericana: 1

Santa Fe: 2015
- Coppa Suruga Bank: 1

Santa Fe: 2016

#### Competizioni nazionali
- Campionato colombiano: 1

Santa Fe: 2016-II
- Súper Liga: 1

Santa Fe: 2017